# Bandera de Flores
La Bandera de Flores, Uruguay, es rectangular, y está dividida en 4 cuarteles: el superior izquierdo y el inferior derecho de color rojo, y los otros de color azul.
Las cuatro uniones de los rectángulos están bordeadas con líneas doradas. En el centro hay un círculo blanco con bordes dorados, con el escudo de Flores en su interior.
La Bandera se crea con el decreto 055 del 13 de mayo de 1987, y fue obra de Ernesto Dámaso Quintero, ganador de un concurso a nivel nacional.
- Datos: Q2264869